# Fuerzas Eléctricas del Noroeste
Fuerzas Eléctricas del Noroeste, S.A., más conocida por su acrónimo Fenosa fue una empresa española fundada en La Coruña en 1943 por el empresario Pedro Barrié de la Maza, con el objetivo de aglutinar las empresas del sector que poseía a través de diversas sociedades, algunas gestionadas por el Banco Pastor de su propiedad, como la Sociedad General Gallega de Electricidad (que gestionaba la expropiada Electra Popular Coruñesa) y otras bajo su mandato directo como Fábrica de Gas y Electricidad.
La fidelidad del fundador de la empresa al régimen franquista fue premiada por el general Franco a Barrié, a quien nombró en 1955 Conde de Fenosa, siendo el único caso de un título nobiliario otorgado en honor a una empresa.
El monopolio otorgado por el régimen a la empresa le permitió un despegue a nivel nacional a lo largo de los años 1960 y 1970, que culminó con su fusión con Unión Eléctrica Madrileña en 1983 para formar la potente Unión Eléctrica Fenosa.

## Historia

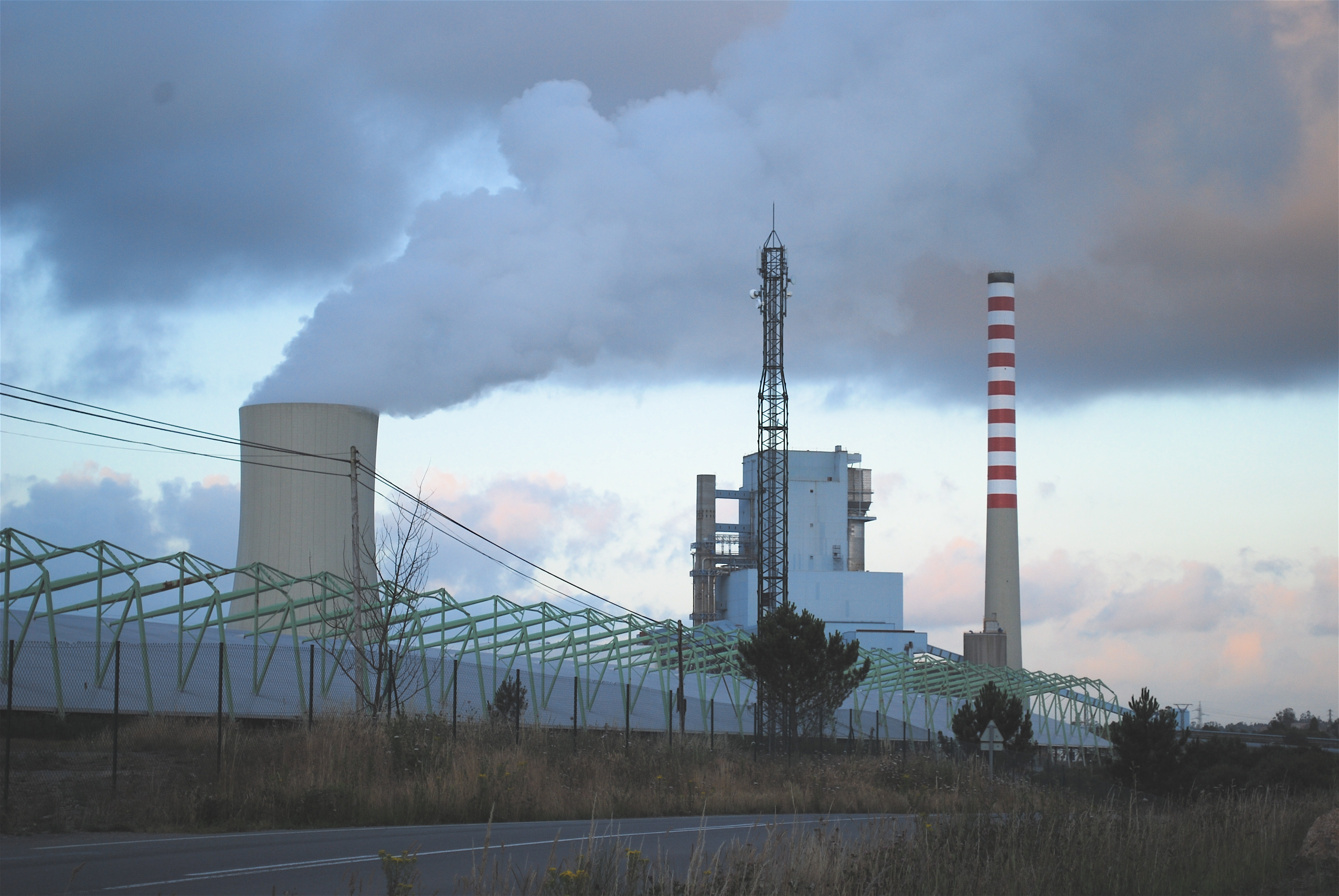
La central térmica de Meirama en Cerceda, puesta en servicio en 1980.

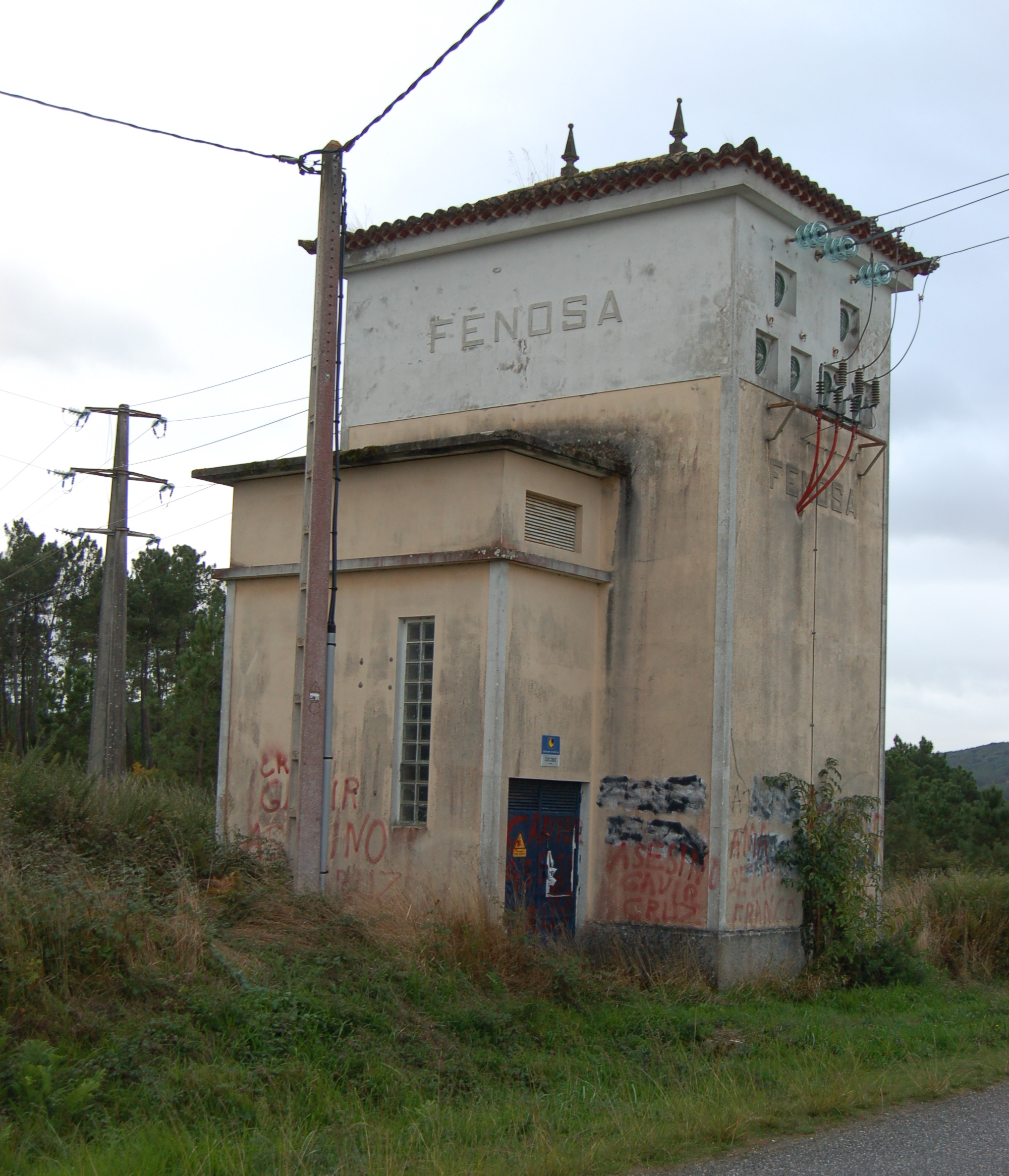
Imagen de un transformador eléctrico con el logo de Fenosa en Toén (Orense) en 2020.

Antes de la Guerra Civil Española el incipiente mercado eléctrico en Galicia estaba constituido por pequeñas empresas que actuaban a nivel provincial. En la provincia de La Coruña dos empresas se disputaban el sector: Electra Popular Coruñesa fundada por el diputado republicano José Miñones, y Fábrica de Gas y Electricidad, propiedad de Pedro Barrié de la Maza, dueño después del Banco Pastor. Tras el golpe militar de 1936, los sublevados asesinaron a José Miñones y le expropiaron todas sus propiedades, pasando la Electra Popular a pertenecer a la Sociedad General Gallega de Electricidad, una sociedad que unía a otras empresas gallegas y cuyo dueño era el propio Banco Pastor. De esta forma, Barrié se convirtió en dueño absoluto del mercado eléctrico gallego, por lo que fundó, el 23 de agosto de 1943, Fuerzas Eléctricas del Noroeste (conocida desde su fundación por su acrónimo FENOSA) con el objetivo de unificar en una todas las sociedades. 
No fue sin embargo hasta 1955 cuando pudo integrar en Fenosa la Sociedad General Gallega de Electricidad, ya que antes lo impedía un contrato firmado al absorber ésta la Electra Popular de Vigo y Redondela. Ese mismo año, el general Franco, en recompensa a la fidelidad de Barrié hacia el régimen y a su amistad personal con el empresario, le concedió el título de Conde de Fenosa. También en 1955, el propio Franco inauguró el Embalse de Peares, la entonces más moderna obra hidroeléctrica de la empresa.
En 1962, Fenosa recibió la autorización para construir la central térmica de Sabón, cerca de Arteijo, que fue conectada a la red en 1972 y utilizaba el fueloil como combustible. En 1963 inauguró el embalse de Belesar sobre el río Miño.
Fenosa se situó pronto como la segunda empresa gallega, tras Bazán, por volumen de activos, y primera en 1973, en que contaba ya con 3366 empleados. 
En 1976, Fenosa inició la construcción de la central térmica de Meirama en el municipio de Cerceda. El proyecto conllevó la expropiación de cientos de campesinos que debieron dejar sus propiedades para permitir la apertura de la mina de lignito en As Encrobas, que alimentaría a la central. La empresa proyectó también la construcción de una central nuclear en el municipio de Jove, aunque la fuerte oposición popular le hizo abandonar el proyecto en 1979.
A principios de los años 1980, la competencia en el mercado eléctrico español llevó a un período de alianzas entre empresas, que comenzó con la fusión, en 1983, de Fenosa con la madrileña Unión Eléctrica, dando lugar a Unión Eléctrica Fenosa, que se convirtió en una de las empresas más importantes del sector. Esta empresa fue absorbida en 2009 por Gas Natural, aunque Fenosa consiguió mantener su nombre al denominarse el nuevo holding Gas Natural Fenosa.